# Kyneria utuadae
Kyneria utuadae (лат.) — вид чешуекрылых из подсемейства совок-пядениц, описанный американским энтомологом Уильямом Шаусом. Единственный вид в роде Kyneria.

## Описание
Бабочки оливкового цвета с размахом крыльев 22 мм. Щупики изогнуты вверх. Первый членик щупиков достигает темени. Переднее крыло оливковое с сероватым отливом. Заднее крыло более светлое с коричневым основанием.

## Распространение
Типовые экземпляры собраны в муниципалитете Утуадо в Пуэрто-Рико Уильямом Хоффманом.